# 伊斯蘭教與兒童
伊斯蘭教與兒童涉及的議題包括兒童在伊斯蘭教裡的權益、兒童對父母負有的義務、父母對親生及領養子女的權利等。在穆斯林國家，兒童佔總人口的45%，因此對兒童的照顧及教育在伊斯蘭教裡多有論述。
根據《古蘭經》、聖行（穆罕默德的言行紀錄）、伊制玛尔（公議）及格雅斯（推論）而形成的伊斯蘭教法不僅認定兒童與成年人一樣應該受到人道的對待，而且承認兒童的身體及心理不成熟，因而需要特別的照顧，與現代一些國際協議的說法一致。不過，一些伊斯蘭國家仍然流行童婚、童工的現象，因而備受關注。

## 《古蘭經》裡的兒童
《古蘭經》裡多次提及到兒童，往往都把他們視作是真主的恩典。天使向麥爾彥（瑪利亞）表示他代表真主給她一個孩子，《古蘭經》亦把包括易司哈格（以撒）及葉爾孤白（雅各）在內的亞伯拉罕後裔形容為真主的恩賜。
他說：「我只是你的主的使者，我來給你一個純潔的兒子。」——《古蘭經》19：19
他說：「我賞賜他易司哈格，又增賜他葉爾孤白，我使他們都變成善人。」——《古蘭經》21：72
《古蘭經》又多次把孩子與財富放在一起說明，形容孩子是一種物質上的成就。有時候，孩子會被放置在金銀財富之前，意味著孩子比財富更有價值及更有吸引力。與結婚及享有財產一樣，兒女被認為是迷惑世人及被視為是一種「考驗」，其含義在於大部分人都對這些欲望表達出強烈的意願，他們會被一些虛幻的目標誤導，並視之為是世界的法則，而忘卻了遵守真主的戒條，真主會在審判日按照考驗的結果予以報酬或懲罰。
財產和後嗣是今世生活的裝飾。——《古蘭經》18：46
迷惑世人的，是令人愛好的事物，如妻子、兒女、金銀、寶藏、駿馬、牲畜、禾稼等。這些是今世生活的享受；而真主那裏，卻有優美的歸宿。——《古蘭經》3：14
兒童的權利、父母的責任等內容在《古蘭經》裡有不少的記述，有學者指《古蘭經》「支持所有兒童享有他們的權利」，不論是自己的孩子、社群裡有需要的孩子、收養的孩子還是孤兒都給予「最大的關懷、愛護和尊護」。研究《古蘭經》的學者羅伯特·羅伯茨寫道：「閱讀《古蘭經》時最令人讚歎的一點是穆罕默德對幼兒的關懷，特別是那些沒有從親生父母那裡得到關懷的孩子。」

## 聖訓裡的兒童
聖訓是指先知穆罕默德的言行，它們被記錄了下來，成為伊斯蘭教法的一個法理來源及穆斯林行事的準則。聖訓記錄了不少與兒童相關的典故，而且頗為豐富多樣，總體來說支撐及潤色《古蘭經》當中看待兒童的正面態度。
伊斯蘭教鼓勵穆斯林結婚及生育，生育也是結婚的目的之一，米什卡特·麥薩比哈聖訓集記載的一則聖訓提道：
娶一位深情而且有生育能力的女人吧，到審判日之時，我會為你們兒孫滿堂而感到驕傲。
一些強調生育重要性的聖訓獲得諸如安薩里等著名的伊斯蘭教權威學者轉述，例如「有愛心及多產者是你最棒的女人」。穆罕默德的首位妻子海迪徹為他誕下了至少六位子女，她在穆罕默德的眾多妻妾當中享有最崇高的地位，以至穆罕默德在她逝世的三年後迎娶的愛妻阿伊莎也表示羨慕。安薩里甚至進一步引申指拒絕生育是違反本性及真主的指令，什葉派學者穆罕默德·伊本·雅各布·庫萊尼亦記述了一些伊瑪目的言論，提到生育的好處，特別指出養育正當、正直的孩子可以令男人更高興。相關的記載強調多生子女可以形成龐大茁壯的穆斯林社會，有助維持社會的整體健康發展。
穆罕默德與他的兩位孫子哈桑及侯賽因的互動亦包含在一些聖訓裡，當中顯示了他對他們的關懷及愛意。據指有一次在穆罕默德在講壇上向穆斯林佈道期間，他抱起了兩位孫子並放在在大腿上，又有記載指兩位孫子曾經在穆罕默德禮拜期間跳上到他的背上，穆罕默德沒有讓人制止他們。另外，有聖訓記載穆罕默德的其中一位同伴巴拉·伊本·阿齊卜表示他曾經見到穆罕默德與他肩上的哈桑，穆罕默德向他表示自己喜愛哈桑。穆罕默德曾經向一些貝都因人表示自己會親吻自己的孩子，他的另一位同伴阿克拉·伊本·哈比斯亦見到他會這樣做。
穆罕默德對兒童的慈愛並不局限於自己的子嗣，布哈里聖訓實錄記載的一則聖訓指當他正在禮拜時聽到一位孩子在哭，於是他縮短了禮拜的時間，以免孩子的母親感到煩惱。聖訓又呼籲穆斯林要平等對待自己的所有孩子，進一步闡釋了兒童生存、獲得食糧、保護及接受教育的權利，安薩里轉述的一個典故指一位父親在半夜起床把自己的衣服加蓋在孩子身上，他所展示的這種品格比起一位參加聖戰的戰士更加高尚。
在信仰方面，有聖訓指穆罕默德曾經說過「每位孩子自出生那一刻就自帶天性，只不過是他們的父母把他們變成基督徒、猶太徒及祆教徒」，這裡指出真正的信仰就是伊斯蘭教。據指穆罕默德曾經表示父母要讓自己的孩子在七歲開始禮拜，如到十歲仍然不從就可以打他。穆斯林法學家伊本·凱伊姆·賈烏茲耶解釋稱當孩子到十歲的時候，他的智商已趨成熟，通常已具備認識真主及信仰的能力。

## 兒童的權利
伊斯蘭教法的五大目的是保護生命、個人的思想和榮譽、宗教、財產及家庭，因此捍衛兒童的福祉亦包括在內。伊斯蘭教認為社會的持續發展要仰賴後裔，因此保護兒童的責任要社會各界共同承擔，包括從父母到國家。伊斯蘭教法對兒童權益的保障包攬了從受孕、出生至青春期及成人各個階段。
在伊斯蘭化前，阿拉伯部落會把他們不想要的新生嬰兒拋棄，任由他們自生自滅。這些嬰兒往往都是女嬰，因為她們被認為會虛耗家族的資源。《古蘭經》的第81章提到伊斯蘭化前的阿拉伯地區有殺嬰的習俗，著名的《古蘭經》評注家穆罕默德·阿薩德提到這種習俗在當時「頗為普遍」，他又指出原因有兩個方面：一方面是擔心女兒加重經濟負擔，另一方面是害怕女孩被敵對的部落俘虜而帶來恥辱。伊斯蘭教嚴厲譴責及禁止這種行為，包括人工流產。除非孕婦懷胎而造成自身的性命受到威脅，否則禁止對已成形的胎兒施行人工流產，一些穆斯林認為人工流產等同謀殺。
在嬰兒出生後的第七天，穆斯林會舉行阿其刮儀式，為嬰兒命名。父母要為子女取一個意義正面的名字，由於嬰兒經常都會聽到人們呼喊這個名字，他們相信這會帶來心理作用，建議採用的名字包括穆罕默德及其家人的名字、家人尊崇的聖人名字等。
兒童有權得到供養，而供養的責任落在父親身上，如果父親貧困及孩子本身沒有任何資產，這個責任可能會視乎個人財產的狀況而落在母親、祖父或父親的兄弟的身上，但相關的支出會變成父親的債務。伊斯蘭教法亦賦予兒童享有繼承權，但兒子的繼承份額是女兒的兩倍，被許多人批評是性別歧視，但伊斯蘭教法學解釋男性要負起家庭的財務責任，然而並不預期女性要承擔同樣的責任，因此《古蘭經》考慮到這一點而作出了這樣的安排。不過，相關的權利需要父親承認孩子是他所出。
在伊斯蘭教，接受教育是任何人的基本權利，不分男女。兒童接受教育尤其重要，他們認為兒童的靈魂在此時仍處於純潔的狀態，容易受到影響，在這個階段進行宗教及道德教育有助於建立身心健全的人格。神學家賽義德·努爾西指出，如果兒童不在早年接觸信仰和正確的道德價值，他們在日後將會更難接受信仰、建立良好的習慣及改掉壞習慣。除此之外，兒童亦應學習知識及接受職業實習培訓，伊斯蘭教亦把追求更深入的教育視為是另一種形式的聖戰，不把知識分享給他人被視為是一種不法行為。
縱使所有穆斯林都有義務參加聖戰，但穆罕默德免除了15歲以下的兒童履行這個義務。根據聖訓記載，穆罕默德不讓當時14歲的伊本·歐麥爾參加烏胡德戰爭，但在一年後卻准許他參加另一場聖戰，此外亦有聖訓記載穆罕默德讓年輕的聖戰參加者回家徵求父母的同意。所有穆斯林學者都同意不得在戰事期間殺害兒童，但大部分法學家同意可以殺害敵對方參戰的兒童。

### 孤兒

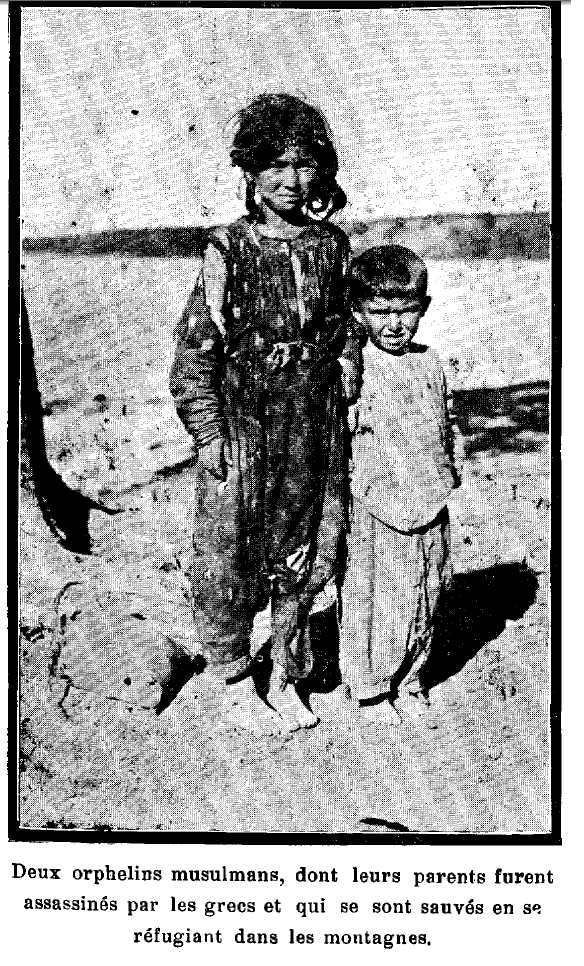
兩名穆斯林孤兒

伊斯蘭教亦呼籲穆斯林善待孤兒，並滿足他們的需要，這種對孤兒的特別關懷，可能是由於穆罕默德自身也是孤兒。它促請社會讓孤兒可以在置身於家庭的環境下成長，但孤兒本身的身份不得被褫奪，其姓氏得以保留，因此孤兒可以建立自己的世族。
伊斯蘭教禁止收養，但鼓勵穆斯林領養孤兒，兩者的分別在於後者承擔了父母的責任，但並不像前者那樣建立親子關係。即使母親依然在生，失去了父親的孩子就被視為孤兒。縱使母親有孤兒的監護權，孤兒仍有權得到父系親屬的扶養，如果監護人也無能協助孤兒，穆斯林社會捐獻出來的天課會用在他們身上。此外，征戰所得的戰利品會有一份分給有需要的孤兒。除了沒有領養父母的財產繼承權，養子女在領養家庭內的待遇應與親生子女一致。
《古蘭經》譴責人們侵佔孤兒的財產，稱這樣會招致「地獄之火」焚身。到他們長大成人及被認為思想已經成熟的時候，監護人須把他們的資產歸還給他們。在伊斯蘭化前，阿拉伯傳統上會有一些監護人迎娶失去父母的女童，藉以把她們的財產收歸己有，《古蘭經》加以禁止，並指示不得把這些孤兒當作奴隸或戰俘。

### 國際公約
由於《世界人權宣言》被穆斯林國家認為沒有把他們的文化及宗教背景考慮在內，在採納了著名的穆斯林學者及法學家的意見後，伊斯蘭議會在1981年公佈了《伊斯蘭人權宣言》。宣言當中對生存權、獲得公平對待及免受酷刑拷打的權利亦涵蓋未成年人，特別提到兒童權益的部分就指出「每位兒童都有權得到父母的扶養及正當的撫育，禁止強迫兒童工作或把任何有害於他們自然成長的重擔交託給他們」，又提到「如果父母出於一些原因未能負起責任，社會要動用公共開支來承擔這個責任」。這份宣言與1990年的《開羅伊斯蘭人權宣言》是最重要的伊斯蘭人權宣言，在伊斯蘭教對人權的觀點上最具參考價值。
伊斯蘭合作組織在1990年公佈的《開羅伊斯蘭人權宣言》是要為伊斯蘭國家在落實人權法方面提供指引。宣言承認兒童處於弱勢，需要特別的保護，在使用武力及軍事衝突的情況下不得殺害兒童，並說明兒童有權從父母、社會及國家獲得適當的養育、教育及資源。宣言當中關於公平獲得司法審訊的權利、不得在沒有合理理由的情況下遭到逮捕及限制自由、不得施加酷刑及任何形式的羞辱亦適用於觸犯法律的兒童。
《伊斯蘭兒童保護及人權宣言》是伊斯蘭國家最早針對兒童權利而發佈的其中一份文獻，此宣言是在1994年卡薩布蘭卡召開的第七屆伊斯蘭合作組織峰會上發佈，呼籲成員國簽署《兒童權利公約》，使各國的憲法、法律及措施符合公約。宣言指出承襲家世、社交、身心健康、文化關懷、物管及教育是兒童必要的權利。
2005年的《伊斯蘭世界兒童問題拉巴特宣言》除了重提《兒童權利公約》當中所說的性別平等，要確保「任何兒童不受任何形式的歧視」，它更強調兒童在現時面對的實際問題，聚焦在預防疾病、割禮及名譽殺人，並呼籲各國承擔責任解決這些問題。

## 兒童的責任
兒童有責任聽從及服從父母，尊重他們的處世經驗和智慧。在《古蘭經》裡，強調對父母的尊重和禮待是僅次於對真主和先知。兒童與父母說話時須保持溫文有禮，不得傷害他們。兒童應主動協助父母承擔家務，在有需要時應向父母提供真誠的建議。即使在父母逝世後，子裔仍然可以透過向真主祈禱請求他們對父母原諒、執行他們的遺願、尊敬他們的朋友及與其親屬保持密切的關係來體現對他們的仁愛。
伊斯蘭教又教導子女要照顧年老的雙親，特別向他們提醒父母曾經在他們年幼的時候幫助了他們，因此在這時應當要回報父母，這被穆斯林認為是道德及高尚的行為。伊斯蘭教不鼓勵穆斯林把年老的親屬送到老人院交由陌生人照顧，家人應要在他們的家裡侍奉他們。有研究伊斯蘭社會的學者相信，雖然侍奉父母是所有宗教信仰的教條，但《古蘭經》在這方面的敘述非常詳細，提到他們的財富應該用於父母所需。
穆罕默德曾經提到不從父母之命是一種大罪，又指真主不會在審判日厚待犯下這種罪過的人。所有的罪行會在審判日由真主給予懲罰，但對於不從父母之命，真主會在今世及後世給予懲罰。有聖訓提到不敬父母是大罪，並把它與偶像崇拜及不當的創新相提並論，指出咒罵父母的人們會受到真主的詛咒，學者納瓦維同意咒罵父母在伊斯蘭教裡是一種大罪。

## 婚姻
《古蘭經》裡沒有童婚的概念，但伊斯蘭教也沒有為婚姻設下年齡限制，兒童也可以合法結婚，但女孩在合適進行婚禮之前不會交給丈夫。有《古蘭經》經文提到穆斯林男性在離婚後要等候一段時間才能再婚，這段時間與其前妻的月經有關，這段經文當中亦提到沒有月經的婦女。另一段重要的經文指出「你們當試驗孤兒，直到他們達到適婚年齡；當你們看見他們能處理財產的時候，應當把他們的財產交還他們；不要在他們還沒有長大的時候，趕快浪費地消耗他們的財產」，意指兒童只要被認為是合適就可以結婚。這些經文被一些學者解讀為青春期之前的男女亦可結婚。
由於未成年人不能自行結婚，因此他們之間的婚姻是由監護人代為協商。不過，伊斯蘭學者引用《古蘭經》及聖訓作為證據證明伊斯蘭教不允許強迫婚姻，即使婚姻由監護人安排，他們亦要徵求雙方的同意，兒童到了適婚之時可以取消相關的婚約。穆罕默德的第三任妻子阿伊莎在年僅9歳的時候就由父親許配給穆罕默德，但他故意拖延到阿伊莎生理成熟時才與她完婚，他的做法成為了宗教對女性適婚年齡的衡量。
鑑於伊斯蘭教以男女的生理成熟介定適婚時間，而非實際年齡，故此各個伊斯蘭國家的世俗法律訂立的合法適婚年齡不一。在蘇丹，年齡低至10歲的女孩在法院同意有利於她的情況下可以結婚。約旦的男女合法適婚年齡是18歲，而利比亞則是20歲。不過，聯合國的標準把兒童定義為18歲以下，使一些國家實際上出現了合法童婚的現象。
縱使伊斯蘭教在原則上禁止強迫婚姻，而合法婚姻需要雙方或雙方的代表同意，但未成年人的婚姻在許多情況下卻受到家人或監護人的把持，法定最低適婚年齡及婚姻須得到雙方同意的法律沒有充分落實。有數據顯示巴基斯坦有大約半數已婚人士沒有登記在案，有人會修改結婚證書上女方的年齡以規避對童婚的查問。根據伊朗在2006年進行的人口普查，10至18歲兒童有848000人已婚，有研究指這種早婚在現象在2000年代有增加的趨勢，並把已婚女童形容為「童母」。聯合國在2017年的數字則指伊朗有17％的女孩在18歲之前成婚。
20世紀初的孟加拉作家伊斯梅爾·侯賽因·席拉吉批評童婚不利於女性的教育及發展。在童婚問題嚴重的印尼，有女權組織批評童婚，指出這種現象有害於婦女及其子女的健康，並要求修改伊斯蘭婚姻法，賦予婦女更大自主權。拉登·蘇托莫認為童婚是一種強迫婚姻，經常導致離婚，「妨礙家庭生活，對養育子女造成不良的影響」。改革派穆斯林亦持反對意見，他們認為較高的離婚率、貧窮、娼妓及通姦問題與童婚有關。
現代伊斯蘭國家透過立法提高最低合法結婚年齡來遏止童婚，諸如伊斯蘭救助組織、馬來西亞的回教姐妹組織等人權組織亦推動及呼籲禁止童婚，使這個現象有緩和的趨勢。不過，保守派穆斯林不乏支持童婚的聲音，雖然穆斯林法學家阿布·阿拉·毛杜迪同意應該限制，但他認為完全禁止童婚有違伊斯蘭教義，學者艾哈邁德·拉扎·巴列維則鼓勵女孩在12歲結婚。巴基斯坦伊斯蘭教義理事會主席穆罕默德汗·謝拉尼反對國家立法把童婚列為一種可供識別的罪行及實施更嚴厲的罰則，認為「國會不應立法違背《古蘭經》及聖行的教導」。

## 童工
《古蘭經》裡並沒有特別論述童工，但有經文禁止人們從事超出其能力和負擔的工作，親人及父母不得強迫兒童工作。伊斯蘭教禁止兒童從事有害及非法的工作，特別是那些對他們的身心造成傷害及被認為妨礙他們成長的工作。艱難的工作會影響兒童上學的表現，暴露在塵埃、噪音、煙霧有害於他們的健康，僱主不得雇用兒童從事這些工作。
不過，對於能夠磨練生活技能及對兒童有好處的工作，伊斯蘭教並不禁止，例如孤兒獲得雇用後得到金錢，使他們可以得到庇護及自力更生，相關工作的目的「必須與教育及養育孩子有關」。另外，兒童用於提供服務亦沒有被禁止，這些服務與職業及工作崗位無關，例如迎接賓客、到商店購買物品及幫助家人處理家務。有觀點認為指派兒童工作有一些好處，這可以培養兒童的責任，又可以為家庭提供額外的收入，這樣的培訓對他們的將來就職亦有幫助，在日後面對困難的時候更有能力去解決問題。穆罕默德的其中一位同伴阿納斯·伊本·馬利克自小就追隨他，聖訓記載穆罕默德委派他執行一些簡單的工作，例如攜帶食水及手杖、跑腿等，穆罕默德不讓他執行危險的工作。巴德爾丁·艾尼、穆罕默德·庫拉希、穆罕默德·哈提卜·沙爾比尼等古典穆斯林學者同意只要符合伊斯蘭教的價值和道德觀，有限度地利用童工是可以接受。
穆斯林學者薩米爾·穆罕默德·主姆阿列舉出兒童可在三種情況下進行輕量的工作。第一是當有需要的時候，例如是父母需要額外的收入。第二是不會對他們造成負擔的簡單工作，例如協助父母打理生意。第三是當工作不會對履行一些更重要的事務造成妨礙，如接受教育、奉行伊斯蘭教的義務及儀式等。
在兒童心理成熟及年屆青春期之前，他們不應訂立任何工作合同。與婚姻一樣，伊斯蘭教法並沒有訂明適合工作的具體歲數，法學家對此有不同的看法。馬利克·阿本·阿納斯認為年屆17歲的女孩及年屆18歲的男孩在法律上可被認定有能力及合資格訂立工作合同。什葉派則把男女的合適工作年齡分別訂在15歲及9歲。
伊斯蘭教一些舊有的習慣使童工的現象得以在當今殘存。在塞內加爾及贊比亞，兒童有乞討天課以換取接受《古蘭經》教育的做法，他們認為這可以教導兒童要心懷謙卑及訓練他們的紀律性，但這種做法受到越來越多的批評。在巴基斯坦，有犯罪團伙綁架兒童，並把他們販賣到工地上，他們被迫在偏遠地區建築道路及隧道，他們要長時間工作，只得到小量食物及以供休息的帳篷。一些兒童被販運到海灣國家，在熱衷於賽駱駝的地區充當騎師，他們會被綁在成人騎師的身後，需要在駱駝全速奔跑的情況下保持平衡，駱駝會被兒童驚恐的叫聲刺激而跑得更快，兒童發展事務研討會稱「鑑於行政腐敗、社會意識不足及經濟條件所限，即使有法可依，但並沒有落到實處」。

## 割禮

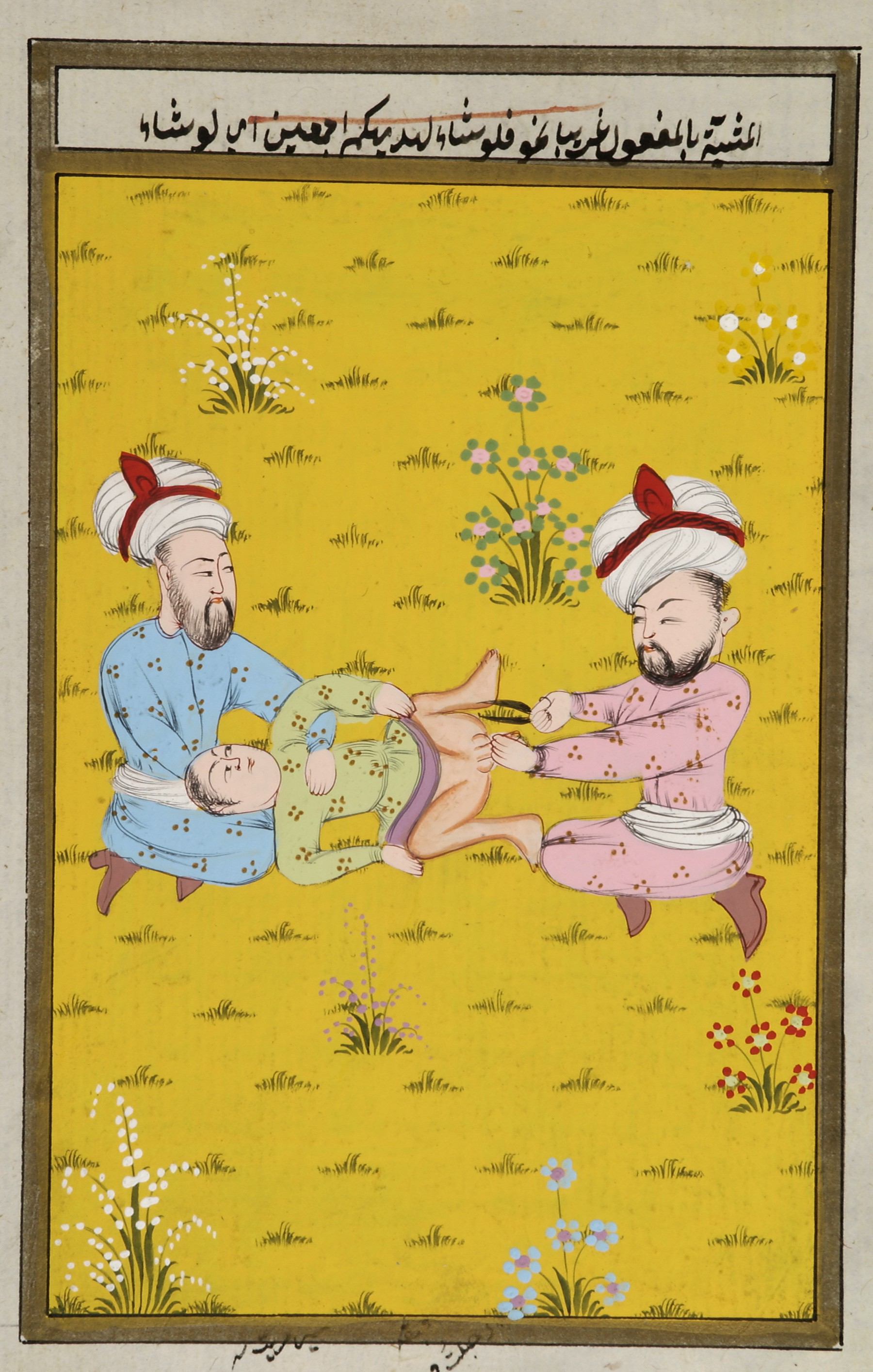
圖示奧斯曼帝國時期對男嬰施行割禮的情況。

《古蘭經》沒有提及割禮，但聖訓對此有所論述。據記載，先知易卜拉欣在12歲的時候成為第一位完成了割禮的人，他親自用手斧為自己割除了陰莖包皮，原因是以便在死亡後能被人們識別為穆斯林，能按穆斯林的要求舉行葬禮。伊斯蘭教建議男性實施割禮，但大部分意見都認為這不是一個強制要求。穆罕默德建議割禮應盡早執行，從出生後的第七天到成年之前的這段時期皆可進行。
關於執行割禮的年齡，伊斯蘭教學者及法學家眾說紛紜。由於有記載指穆罕默德在孫兒哈桑及侯賽因出生後的第七天親自操刀割禮的儀式，許多學者都認為嬰兒出生後的第七天最為合適，法學家馬瓦爾迪稱可根據健康狀況延至出生後的第40天至七年，另一位法學家納瓦維亦建議在出生後的第七天進行割禮。哈桑·巴斯里及馬利克·阿本·阿納斯卻指出割禮在嬰兒出生後的第七天施行是猶太人的習俗，不應該仿效。根據沙斐儀派學者白哈奇記載的一則聖訓提到伊斯瑪儀在成年時才施行割禮，他的後裔應要遵從。優素福·馬利強認為應於男子成年時施行，因為割禮是為了保持潔淨和去除污穢，因此成年時才有必要施行，並指無故把割禮拖延至成年後施行被伊斯蘭教法視為是「可憎的行為」。
在一些伊斯蘭國家，穆斯林女童亦施行割禮，大多數會在女童三至七歲或月經初潮之前實行，但毛里塔尼亞、尼日利亞及埃塞俄比亞會對新生女嬰施行。女性割禮在伊斯蘭教裡並沒有確切的根據，儘管有聖訓提及女性實施割禮是一種值得尊敬的行為，但它同樣並非一種強制性的義務，而且相關聖訓的可信性受到質疑。穆斯林領袖支持女性割禮的原因是他們認為這可以「節制她們的性欲」，有助「捍衛女性端莊貞潔的形象」。另一方面，有穆斯林學者反對這種習俗，例如伊斯蘭教法學家優素福·蓋拉達維認為這不是伊斯蘭法制規定的習慣，在流行這種習俗的國家，穆斯林女子有權拒絕做割禮，以維護她們的尊嚴。

## 引用
網頁
1. 1 2  . Islamic Relief.   [2019-12-02]. （原始内容存档于2019-12-02） （英语）.
2. 1 2 3 4  . islam.org.hk.   [2019-09-19]. （原始内容存档于2019-04-08） （中文（繁體））.
3. ↑  Shaykh Muhammad Ibn Ibraaheem Al-Tuwayjri. . islamqa.info.   [2019-12-02]. （原始内容存档于2019-12-02） （英语）.
4. ↑  . askaquestionto.us.   [2019-10-11]. （原始内容存档于2019-10-11） （英语）.
5. ↑  Brides, Girls Not. . Girls Not Brides.   [2019-12-01]. （原始内容存档于2019-07-13） （英语）.
6. ↑  Naila Inayat. . The Washington Post. 2014-05-16  [2019-10-29]. （原始内容存档于2019-05-08）.

文獻
1. ↑  Omran（1990年），第77-88页
2. ↑  Olowu（2008年），第62-85页
3. ↑  Joseph等（2006年），第138-145页
4. ↑  Wyller（2007年），第185页
5. ↑  Ariff & Mohamad（2017年），第18页
6. ↑  Yahya（2002年），Oppression (Fitnah)
7. ↑  Saeidi等（2014年），第103-113页
8. ↑  Hifazatullah等（2011年），第199-203页
9. 1 2  Wyller（2007年），第64页
10. ↑  Husain（2004年），第111页
11. 1 2  Kueny（2013年），第99-100页
12. ↑  Giladi（2015年），第29-30页
13. ↑  Riḍā（1999年），第20-21页
14. ↑  Bennett（1998年），第149页
15. ↑  Al-Hajaj（2005年），第166页
16. ↑  Hāshimī（1997年），第207页
17. ↑  Browning & Bunge（2009年），第158页
18. ↑  Bunge & Bunge（2012年），第109页
19. ↑  Hassim（2010年），第23页
20. ↑  Hakeem，Haberfeld & Verma（2012年），第10页
21. ↑  Çakmak（2017年），第283页
22. ↑  Engineer（2008年），第24页
23. ↑  Braswell（2000年），第83页
24. ↑  Bowen & Early（2002年），第173页
25. 1 2  Hughes（1995年），第50-51页
26. ↑  Rizvi（1988年），第17页
27. ↑  Hughes（2007年），第308-309页
28. ↑  Affi & Affi（2014年），第186页
29. ↑  Esposito（2001年），第27页
30. ↑  Chaudhry（1993年），第55页
31. ↑  Anwar（2006年），第104页
32. ↑  Meri（2006年），第150页
33. ↑  Santoso（2017年），第101-124页
34. ↑  Fernea（2014年），第371页
35. ↑  Samuri（2012年），第383-390页
36. ↑  Donnan（2002年），第158页
37. 1 2  Alhuseini & Sayed（2012年），第163页
38. 1 2  Joseph & Naǧmābādī（2003年），第1-3页
39. ↑  Sodiq（2010年），第355页
40. ↑  Bouhdiba & Dawālībī（1998年），第217页
41. ↑  Kadah & Kadah（2007年），第220页
42. ↑  Numani，Nadvī & Rehman（2003年），第194页
43. ↑  Ibrahim（2015年），第22-23页
44. ↑  Abiad & Mansoor（2010年），第51页
45. ↑  Abiad & Mansoor（2010年），第51-53页
46. ↑  Doe（2018年），第313页
47. ↑  Brems（2001年），第241页
48. ↑  Malekian & Nordlöf（2012年），第30-31页
49. ↑  Abiad & Mansoor（2010年），第54页
50. ↑  Rajabi-Ardeshiri（2009年），第475-489页
51. ↑  Wyness（2018年），Politics of a Global Childhood
52. ↑  Dodge（2009年），Roles of Parents and Children
53. ↑  Sŏng & Kim（2009年），第367页
54. ↑  Al-Kaysi（2015年），第98-102页
55. ↑  Bukhārī（2003年），第17-18页
56. ↑  Khan（2003年），第196页
57. ↑  Cornell（2007年），第xxi页
58. ↑  Taylor（2005年），第55页
59. ↑  Khan（1996年），第20页
60. ↑  Cornell（2007年），第98页
61. ↑  Engineer（1992年），第110页
62. ↑  Levy（1969年），第106页
63. ↑  Wodon（2015年），第81-91页
64. ↑  Ali（2004年），第40页
65. ↑  Arshad（2010年），第66页
66. ↑  Esposito（2004年），第53页
67. 1 2  Joseph & Naǧmābādī（2003年），第54页
68. ↑  Hale（2018年），第110页
69. ↑  Gebel & Heyne（2016年），第61-72页
70. ↑  OECD（2010年），第158页
71. ↑  Oberauer，Prief & Qubaja（2019年），第114页
72. ↑  Asli & Byouki（2016年），第729-753页
73. ↑  Chakraborty（2002年），第52页
74. ↑  Blackburn（2004年），第68-69页
75. ↑  Joseph & Naǧmābādī（2003年），第59页
76. ↑  Hussain（2011年），第94页
77. ↑  Feldman（2011年），第5页
78. ↑  Joseph & Naǧmābādī（2003年），第54-67页
79. ↑  Cheema（2013年），第93-125页
80. ↑  Wyller（2007年），第51页
81. 1 2  Fassa，Parker & Scanlon（2010年），第72页
82. 1 2  Munir（2014年），第33-58页
83. ↑  Abiad & Mansoor（2010年），第47页
84. 1 2 3 4  Monawer & Hossain（2016年），第15-30页
85. 1 2  Azzaam & al-Muwaajidah（2008年），第203-221页
86. ↑  Mohd等（2017年），第6106-6109页
87. ↑  Amuda（2010年），第98-102页
88. ↑  Lefebvre（1995年），第24-25页
89. 1 2  Gibb（1967年），第20页
90. 1 2  馬乾（2011年），第34-38页
91. ↑  Joseph & Naǧmābādī（2003年），第318页
92. ↑  Bolnick，Koyle & Yosha（2012年），第276页
93. 1 2  Dessing（2001年），第51页
94. ↑  Rizvi等（1999年），第13-16页
95. ↑  El（2017年），第9页
96. ↑  Dessing（2001年），第51-52页
97. ↑  馬利強（1989年），第21页
98. 1 2  Slack（1988年），第437-486页
99. ↑  Momoh（2005年），第1页
100. ↑  Jawad（1998年），第58页